# 迪诺威克陨击坑
迪诺威克陨击坑（Dinorwic）是火星陶玛西亚区的一座撞击坑，中心坐标位于南纬30.4度、西经101.6度，直径56公里。根据美国地质调查局数据绘制的火星表面地质龄图，迪诺威克陨击坑周边地区形成于38至35亿年前的诺亚纪。1991年，国际天文联合会以加拿大安大略省迪诺威克镇对它予以了正式命名。
该陨坑位于维拉特陨击坑东北及特加斯基陨击坑的北面，而在它的北面则坐落了更小的利亚内斯科陨击坑。迪诺威克坑底高出火星基准面约5950米，而坑壁平均高约7600米，因此，它的深度约为1650米。

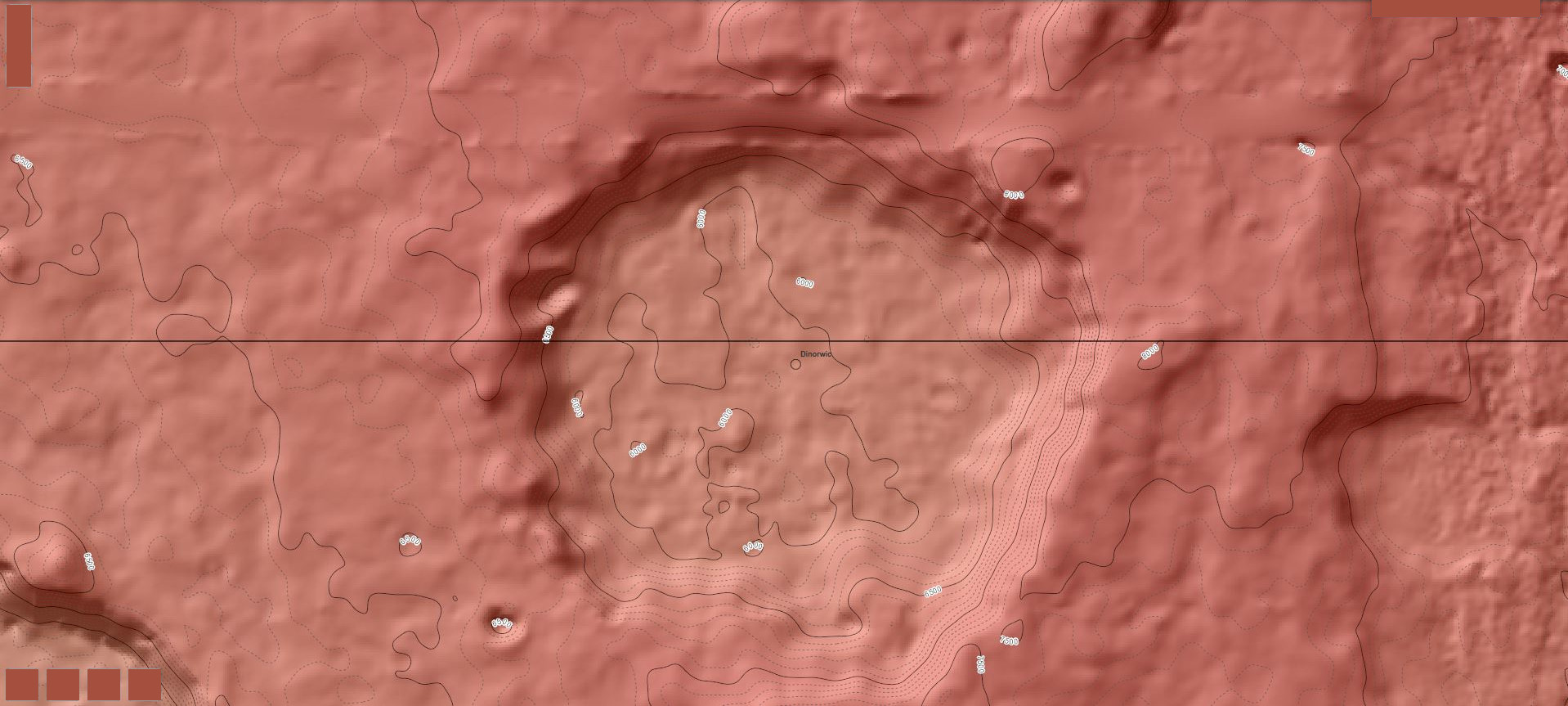
应用火星轨道器激光高度计数据绘制的地形图，显示了迪诺维奇陨击坑相对于火星基准面的高度。